# Пертозеро (Ленінградська область)
Пертозеро (рос. Пертозеро) — присілок у Подпорозькому районі Ленінградської області Російської Федерації.
Населення становить 3 особи. Належить до муніципального утворення Подпорозьке міське поселення.

## Історія
Згідно із законом від 1 вересня 2004 року № 51-оз належить до муніципального утворення Подпорозьке міське поселення.

## Населення
| 1873 | 1885 | 1905 | 1997 | 2007 | 2010 |
| ---- | ---- | ---- | ---- | ---- | ---- |
| 227  | ↘200 | ↗350 | ↘11  | ↘4   | ↘3   |